# Baťkivščyna
Baťkivščyna (ukrajinsky Всеукраїнське об'єднання Батьківщина, doslova Všeukrajinské sdružení „Otčina“ nebo zkráceně „Vlast“) je ukrajinská politická strana, která byla součástí někdejší koalice několika subjektů spolupracujících v Bloku Julie Tymošenkové. Ta je zároveň předsedkyní strany.

## Historie
Strana se profiluje středově, umírněně nacionalisticky a sociálně-liberálně. Strana byla založena roku 1999, po úpadku strany Hromada, jejíž předseda Pavlo Lazarenko odcestoval do USA, aby se vyhl vyšetřování svých podvodů. Tymošenková společně se svým spojencem O. Turčynovem v březnu 1999 založila parlamentní frakci Baťkivščyna, stranou se stala o šest měsíců později.
V parlamentních volbách 2002 již strana kandidovala coby vedoucí součást Bloku Julie Tymošenkové (BJuT) se ziskem 7,24 % hlasů. V prezidentských volbách 2004, jež vedly k tzv. oranžové revoluci, podporovala Viktora Juščenka. Ve volbách 2007 získal BJuT přes 22 % hlasů.
V prezidentských volbách 2010 nominoval BJuT, jehož rozhodující součástí je Baťkivščyna, do tohoto úřadu Julii Tymošenkovou, kterou však porazil lídr Strany regionů Viktor Janukovyč.
Julija Tymošenková kandidovala neúspěšně i v ukrajinských prezidentských volbách 2019 i 2014.

## Volební výsledky

### Parlamentní volby
| Volby | Hlasů     | %     | Mandátů | Pozice           |
| ----- | --------- | ----- | ------- | ---------------- |
| 2002  | 1 882 087 | 7,26  | 22      | koalice, opozice |
| 2006  | 5 652 876 | 22,3  | 129     | opozice          |
| 2007  | 7 162 193 | 30,72 | 156     | koalice, opozice |
| 2012  | 5 208 402 | 25,54 | 101     | opozice          |
| 2014  | 893 549   | 5,68  | 19      | koalice, opozice |
| 2019  | 1 158 189 | 8,18  | 25      |                  |

### Prezidentské volby
| Volby | Kandidát           | 1. kolo   | 1. kolo | 2. kolo    | 2. kolo | Výsledek  |
| Volby | Kandidát           | Hlasy     | %       | Hlasy      | %       | Výsledek  |
| ----- | ------------------ | --------- | ------- | ---------- | ------- | --------- |
| 2010  | Julija Tymošenková | 6 159 610 | 25,05   | 11 593 357 | 45,47   | nezvolena |
| 2014  | Julija Tymošenková | 2 310 050 | 12,81   | -          | -       | nezvolena |
| 2019  | Julija Tymošenková | 2 532 452 | 13,4    | -          | -       | nezvolena |